# Tượng đài Helios ở Toruń

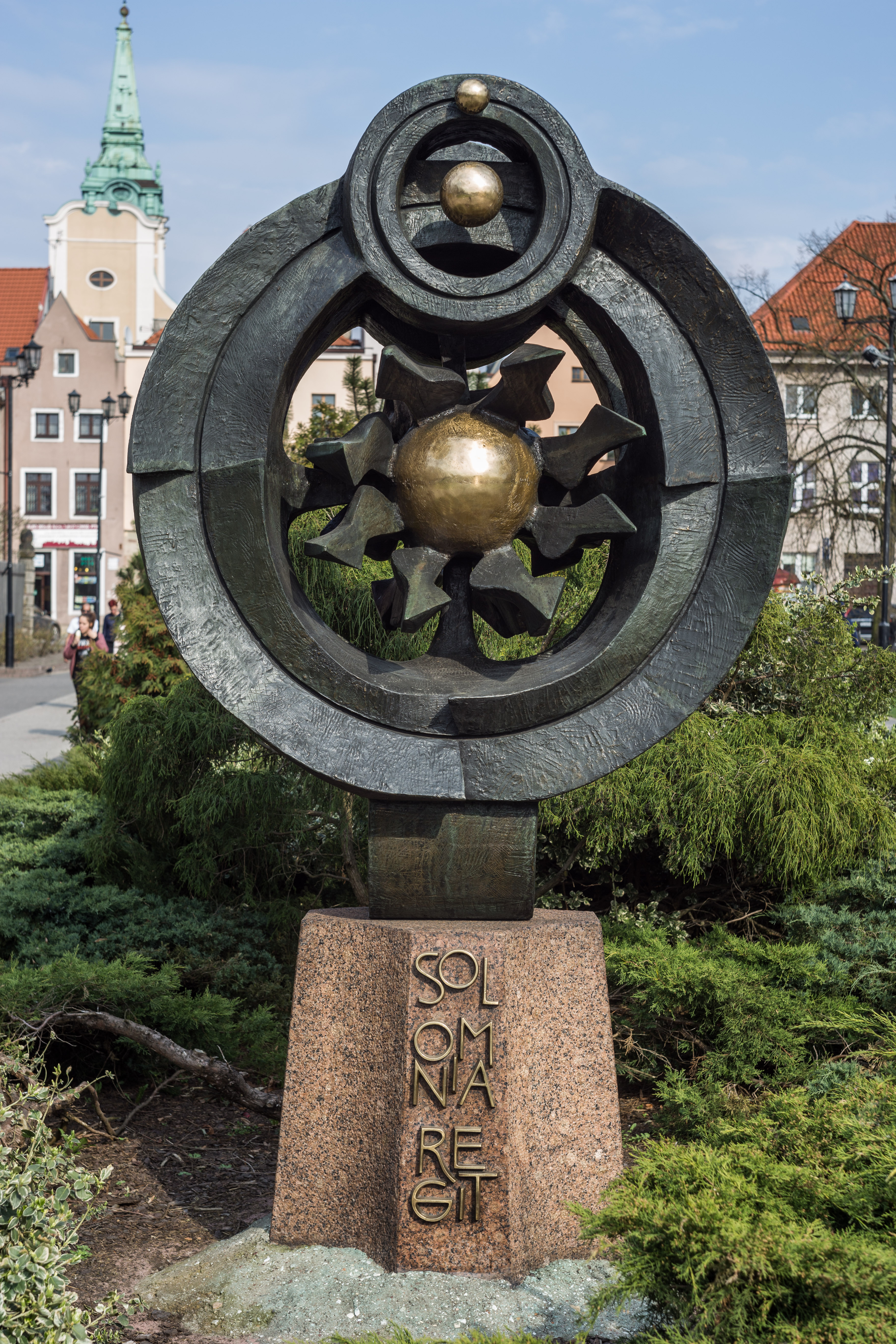
Tượng đài Helios ở Toruń (2018)

Tượng đài Helios ở Toruń (tiếng Ba Lan: Pomnik Helios w Toruniu) là một tượng đài độc đáo và là một tác phẩm nghệ thuật nổi tiếng ở Toruń, Ba Lan, được tạo ra nhân dịp kỷ niệm 500 năm ngày sinh của Nicolaus Copernicus.
Tượng đài được nhà điêu khắc Józef Kopczyński thiết kế và được khánh thành vào ngày 15 tháng 2 năm 1973. Tượng đài trở thành biểu tượng đáng tự hào của người dân nơi đây, đồng thời thể hiện giá trị nghệ thuật, lịch sử và văn hóa ở Toruń một cách sinh động. Đây cũng là một di tích lịch sử đang được thành phố bảo vệ.

## Vị trí
Tượng đài Helios nằm ở khu vực phía tây Thị trấn thời Trung Cổ Toruń, trong Quảng trường Rapackiego, và gần với Bảo tàng Đại học Nicolaus Copernicus UMK.

## Thiết kế
Tượng đài Helios nổi tiếng với biểu tượng Hệ Mặt Trời bằng đồng, đặt trên một bệ đá granit màu đỏ cùng dòng chữ "Sol omnia regit" (nghĩa là "Mặt trời cai trị mọi thứ"). Xung quanh Tượng đài Helios còn có nhiều bồn hoa đẹp và hàng cây xanh mát. Cách bài trí này rất độc đáo bởi vì không chỉ khiến Tượng đài giống như một di tích cổ đại mà còn có sự hài hòa gần gũi với thiên nhiên.